# Itazipco

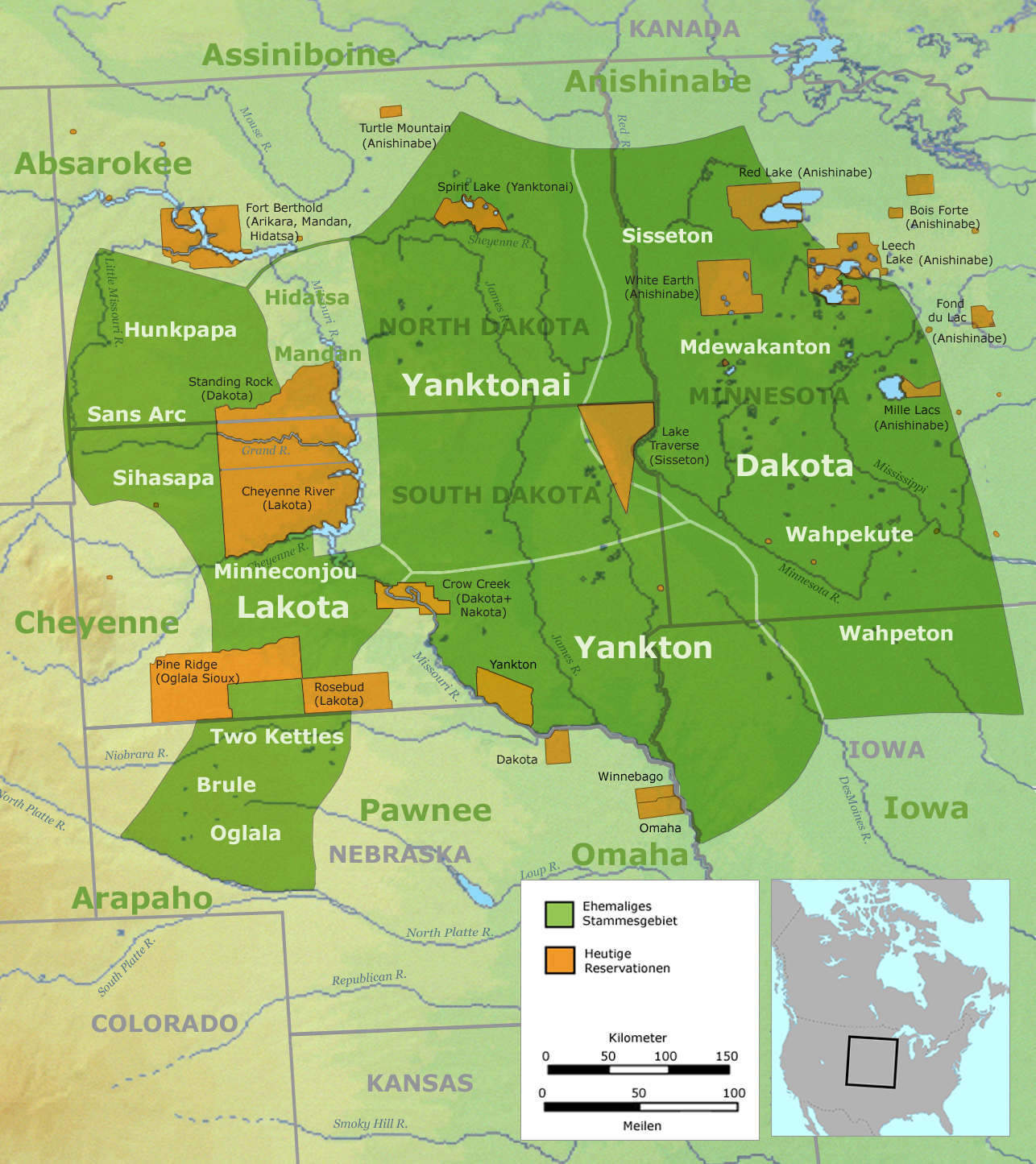
Ehemalige Stammesgebiete der Sioux-Gruppen (grün): der Lakota (inklusive der Itazipco), der benachbarten Nakota (Yanktonai und Yankton) sowie Dakota-Stämme und heutige Reservationen (orange)

Die Itazipco (auch Itázipčho, Itazipcola, Hazipco – ‘Those who hunt without bows’ – ‘Jene, die ohne Bogen jagen’) oder Sans Arc sind ein nordamerikanischer Indianerstamm und gehören zu den Lakota aus der Sioux-Sprachfamilie. Der Name Sans Arc (‘Ohne Bogen’) ist eine französische Übersetzung der Eigenbezeichnung (Itazipa = Bogen; cho = ohne).
Die Itazipco bilden einen von sieben Lakota-Stämmen; die anderen sechs Stämme heißen Brulé, Hunkpapa, Minneconjou, Oglala, Sihasapa und Two Kettles. Ihr früheres Stammesgebiet lag im nordwestlichen South Dakota, wo sie wie fast sämtliche Indianer der Großen Ebenen von der Büffeljagd lebten und in Tipis wohnten. Sie waren verwandtschaftlich besonders eng mit den Sihasapa verbunden. Die Hunkpapa, Sihasapa und Itazipco bewohnten nahezu das gleiche Gebiet, das sich im Norden bis zum Little Missouri River und im Süden bis zum Cheyenne River ausdehnte.

## Gruppen der Itazipco
Die Itazipco werden oft zusammen mit den Minneconjou (Mnikȟówožu, Hokwoju – ‘Plants by the Water’ – ‘Pflanzung am Wasser’) und Two Kettles als Central Lakota bezeichnet und unterteilten sich in folgende Gruppen:
- Itazipco-hca (‘Real Itazipco’)
- Mini sala (‘Red Water’)
- Sina luta oin oder Shinalutaoin (‘Red Cloth Earring’)
- Woluta yuta (‘Eat dried venison from the hindquarter’, ‘Ham Eaters’)
- Maz pegnaka (‘Wear Metal Hair Ornament’)
- Tatanka Cesli oder Tatankachesli (‘Dung of a buffalo bull’)
- Siksicela oder Shikshichela (‘Bad Ones’, ‘Bad ones of different kinds’)
- Tiyopa Canupa oder Tiyopaoshanunpa (‘Smokes at the Entrance’)

## Geschichte

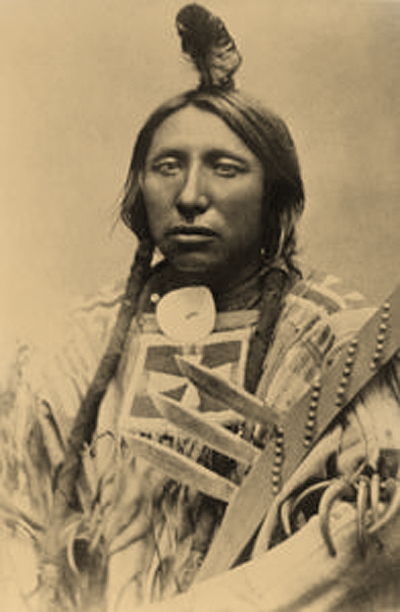
Spotted Eagle, Häuptling der Sans Arc.

Aus der Zeit im 18. Jahrhundert, als die Lakota noch im Quellgebiet des Mississippi River lebten, gibt es keinerlei Informationen über die Itazipco. Auch von Lewis und Clark sind keine Berichte über diesen Stamm bekannt. Es ist anzunehmen, dass die Itazipco noch um 1800 gemeinsam mit den Minneconjou, Hunkpapa, Two Kettles und Sihasapa eine als Saone bekannte Abteilung der Lakota bildeten, die nach dem Überschreiten des Missouri River zerfiel. Laut Lewis und Clark lebten die Saone 1804 an beiden Seiten des Missouri River unterhalb des Beaver Creek in North Dakota und wurden auf etwa 800 Stammesmitglieder geschätzt.
Man nimmt an, dass die Itazipco sich nach 1800 nördlich der Black Hills niederließen. Um 1850 verdrängten sie gemeinsam mit den Hunkpapa, Minneconjou und Oglala die Absarokee aus dem Gebiet des Powder River. Es kam zu wiederholten Auseinandersetzungen um den Landbesitz, bis sich die Absarokee schließlich nach Westen in die Rocky Mountains zurückzogen.
Der US-Armee leisteten die Itazipco unter ihrem Häuptling Spotted Eagle erbitterten Widerstand und waren am Wagon Box Fight 1867, an der Schlacht am Rosebud Creek und der Schlacht am Little Bighorn im Jahr 1876 beteiligt.
Am 2. August 1867 sah sich eine Truppe von 31 Soldaten unter Captain James Powell einer Übermacht von etwa 2.000 Sioux-Kriegern unter Häuptling Red Cloud gegenüber, die einige der am Bozeman Trail errichtete Forts überfallen wollten. Nach einigen erfolglosen Angriffen, Fort Phil Kearny zu erobern, versuchte es Red Cloud mit einer List. Zum Schein sollte ein in der Nähe befindliches Hölzfällerlager überfallen werden, dessen Schutz die Truppe von Captain Powell übernommen hatte. Nach dem Fetterman-Gefecht einige Monate zuvor war die Armee im Westen mit modernen, weittragenden Repetier-Gewehren vom Typ Springfield 1866 ausgerüstet worden, die eine schnellere Schussfolge zuließen. So konnten sich die Soldaten und Holzfäller hinter eine eiligst errichtete Wagenburg zurückziehen. Nachdem sie die Räder der Wagen abmontiert hatten, fanden sie dort ausreichend Deckung und richteten unter den mehrmals angreifenden Lakota-Kriegern ein Blutbad an. Binnen kurzer Zeit fanden über 60 Indianer den Tod und der Rest flüchtete, nachdem Verstärkung aus Fort Phil Kearny anrückte. Dieses Gefecht, das als Wagon Box Fight in die Geschichte einging, wurde von der US-Propaganda und auch teilweise von der offiziellen Geschichtsschreibung als großer Sieg der Armee gefeiert.
Die Schlacht am Rosebud Creek fand am 17. Juni 1876 am Rosebud Creek in Montana statt. 970 Mann der US-Kavallerie unter General George Crook, verstärkt durch 260 Absarokee- und Shoshone-Scouts, befanden sich auf einem Feldzug gegen die Lakota und Cheyenne. Die Absarokee und Shoshone waren alte Feinde der Lakota und hofften auf diese Weise, verlorenes Stammesgebiet zurückzuerobern. Der indianische Gegner unter Häuptling Crazy Horse zählte etwa 1.500 Teton- und Cheyenne-Krieger, die Crooks Truppe überraschend am Rosebud Creek angriffen. Die US-Amerikaner konnten nur mühsam eine Niederlage abwenden, weil sie nach einigen Stunden Hilfe von mehreren Kompanien bekamen, die Crook zuvor auf die Suche nach dem Lager der Indianer geschickt hatte. Als diese Truppe den Rosebud-Canyon heraufgeritten kam, brachen die Lakota und Cheyenne den Angriff ab und zogen sich zurück. Die Verluste der Amerikaner beliefen sich auf 28 Tote, während die Indianer insgesamt 36 Krieger verloren. Beide Seiten reklamierten den Sieg für sich, obwohl objektiv gesehen, die Indianer einen taktischen Sieg errungen hatten. Nur acht Tage später kam es zu Custers verheerender Niederlage am Little Bighorn River. Das Schlachtfeld ist heute im Rosebud Battlefield State Park in Bighorn County, Montana, zu besichtigen.
Im Vertrag von Fort Laramie 1868 hatte die US-Regierung den Sioux eine große, separate Reservation zugesichert, die jedoch nach und nach verkleinert und in mehrere Teile zerschnitten wurde. Die Cheyenne River Indian Reservation in South Dakota wurde 1889 für vier Lakotastämme eingerichtet – den Minneconjou, Sihasapa, Two Kettles und Sihasapa.

## Heutige Situation der Itazipco
Heute findet man die Nachkommen der Itazipco in der Cheyenne River Indian Reservation in South Dakota, wo sie zusammen mit anderen Lakota-Stämmen als Stamm auf Bundesebene anerkannt sind (federally recognized tribes); genaue Zahlen über jeden einzelnen Stamm existieren nicht mehr. 
Vereinigte Staaten – South Dakota
- Cheyenne River Sioux Tribe[3] (die Cheyenne River Indian Reservation mit über 12.141 km² liegt in der Mitte von South Dakota, drei große Flüsse - der Missouri River (Mni Sose - ‘Turbid Water’ oder ‘Rolly Water’), Cheyenne River und der Moreau River (Hinhan Wakpa - ‘Owl River’) - durchfließen diese, im Norden wird sie durch die Standing Rock Indian Reservation begrenzt, im Osten durch den Missouri River sowie im Süden durch den Cheyenne River, Verwaltungssitz: Eagle Butte, SD, Stammesgruppe: Lakota, Stämme: Minneconjou (Minnecojou oder Mnikoju), Two Kettles (Oohenumpa oder Owohe Nupa), Itazipco  (Itazipa Cola - Sans Arc oder Without Bows), Sihasapa (Siha Sapa - Blackfeet), Stammesmitglieder gesamt (Weiße und Indianer): 16.192 (davon 12.662 Sioux), hiervon leben 8.090, darunter 6.331 Sioux, im Reservat)